# Mount Bursey
Mount Bursey är ett berg i Antarktis. Det ligger i Västantarktis. Inget land gör anspråk på området. Toppen på Mount Bursey är 2 780 meter över havet.
Terrängen runt Mount Bursey är huvudsakligen kuperad. Mount Bursey är den högsta punkten i trakten. Trakten är obefolkad. Det finns inga samhällen i närheten.